# Boea magellanica
Boea magellanica är en tvåhjärtbladig växtart som beskrevs av Jean-Baptiste de Lamarck. Boea magellanica ingår i släktet Boea och familjen Gesneriaceae. Inga underarter finns listade i Catalogue of Life.